# نبيل نقولا
نبيل سبع نقولا، طبيب متخصص في جراحة الاسنان، وسياسي ونائب في البرلمان اللبناني، من مواليد بلدة أنطلياس في جبل لبنان في العام 1950، متأهل من السيدة كاترين ميلان ولهما ثلاثة أولاد. ويحمل الجنسية الفرنسية منذ سنة 1975.

## دراسته وعمله
تلقى علومه الابتدائية والثانوية في لبنان، ثم سافر إلى فرنسا ودرس الطب في جامعة مارسيليا، وتخرج منها سنة 1976. ثم حصل على دكتوراه درجة أولى في طب وجراحة الأسنان.

## في السياسة
انتخب نائباً عن محافظة جبل لبنان، قضاء المتن الشمالي في دورة العام 2005، واعيد انتخابه في العام 2009 عن نفس المقعد، وشارك في عضوية لجنة البيئة، ولجنة المرأة والطفل و لجنة الاعلام والاتصالات.

## وصلات خارجية
سيرة نبيل نقولا في موقع المجاس النيابي اللبناني